# Patinage de vitesse sur piste courte aux Jeux olympiques de 1992
Pour des articles plus généraux, voir Patinage de vitesse sur piste courte aux Jeux olympiques et Jeux olympiques d'hiver de 1992.
Navigation
Calgary 1988
(démonstration) Lillehammer 1994
Les quatre épreuves de patinage de vitesse sur piste courte aux Jeux olympiques d'hiver de 1992 ont lieu du 18 au 22 février 1992 à la Halle olympique à Albertville en France. 
Il s'agit de la première apparition de cette discipline au programme olympique, après avoir été un sport de démonstration aux Jeux olympiques d'hiver de 1988 à Calgary. On y retrouve quatre épreuves non mixtes après les dix |épreuves présentées à Calgary : le 500 m femmes, le 1 000 m hommes et deux relais (3 000 m pour les femmes et 5 000 m pour les hommes). Dans chacune des distances, le record du monde est battu au moins une fois au cours de la compétition.
Chez les femmes, l'Américaine Cathy Turner, qui a récemment repris le patinage de vitesse après avoir mis sa carrière en pause pour devenir chanteuse, remporte l'or en individuel et l'argent au relais. Le Sud-Coréen Kim Ki-hoon remporte l'or deux fois, tandis que son compatriote Lee Joon-ho prend le bronze en individuel et partage l'or au relais. La Corée du Nord marque la deuxième médaille de son histoire en Jeux olympiques d'hiver avec le bronze pour Hwang Ok-sil sur le 500 mètres.
À la fin des Jeux, la Corée du Sud compte trois médailles, acquises sur les deux distances masculines, et se place en tête du tableau des médailles. Ces résultats lancent une tradition nationale qui fera du pays le grand favori de la discipline pour les décennies qui suivent.

## Préparation de l'événement

### Désignation du pays hôte
Le processus de sélection pour les Jeux olympiques d'hiver de 1992 comprend sept villes. La ville hôte est désignée lors de la 91e session du CIO tenue le 16 octobre 1986 à Lausanne en Suisse, à l'occasion de . Albertville remporte le scrutin au sixième tour et est préférée aux autres villes candidates : Anchorage aux États-Unis, Berchtesgaden en Allemagne de l'Ouest, Cortina d'Ampezzo en Italie, Lillehammer en Norvège, Falun en Suède et Sofia en Bulgarie,.
| Ville             | Pays                 | 1er tour | 2e tour | 3e tour | 4e tour | 5e tour | 6e tour |
| ----------------- | -------------------- | -------- | ------- | ------- | ------- | ------- | ------- |
| Albertville       | France               | 19       | 26      | 29      | 42      | -       | 51      |
| Sofia             | Bulgarie             | 25       | 25      | 28      | 24      | -       | 25      |
| Falun             | Suède                | 10       | 11      | 11      | 11      | 41      | 9       |
| Lillehammer       | Norvège              | 10       | 11      | 9       | 11      | 40      | -       |
| Cortina d'Ampezzo | Italie               | 7        | 6       | 7       | -       | -       | -       |
| Anchorage         | États-Unis           | 7        | 5       | -       | -       | -       | -       |
| Berchtesgaden     | Allemagne de l'Ouest | 6        | -       | -       | -       | -       | -       |

### Modifications des épreuves après 1988
Le comité d'organisation des Jeux olympiques a pour mission de créer un programme médiatiquement et techniquement viable : chaque proposition est approuvée ou refusée par l'Union internationale de patinage. En 1988, le short-track était représenté sur dix épreuves : 500 m, 1 000 m et 1 500 m masculin et féminin, relais féminin du 3 000 m et relais masculin où la demi-finale se courait en 3 000 m et la finale sur 5 000 m. En 1992, on ramène le total à quatre épreuves : 500 m féminin, 1 000 m masculin et relais (3 000 m pour les femmes, 5 000 m pour les hommes),.
Le règlement de la compétition est approuvé par l'ISU le 11 décembre 1990.

### Lieu de la compétition

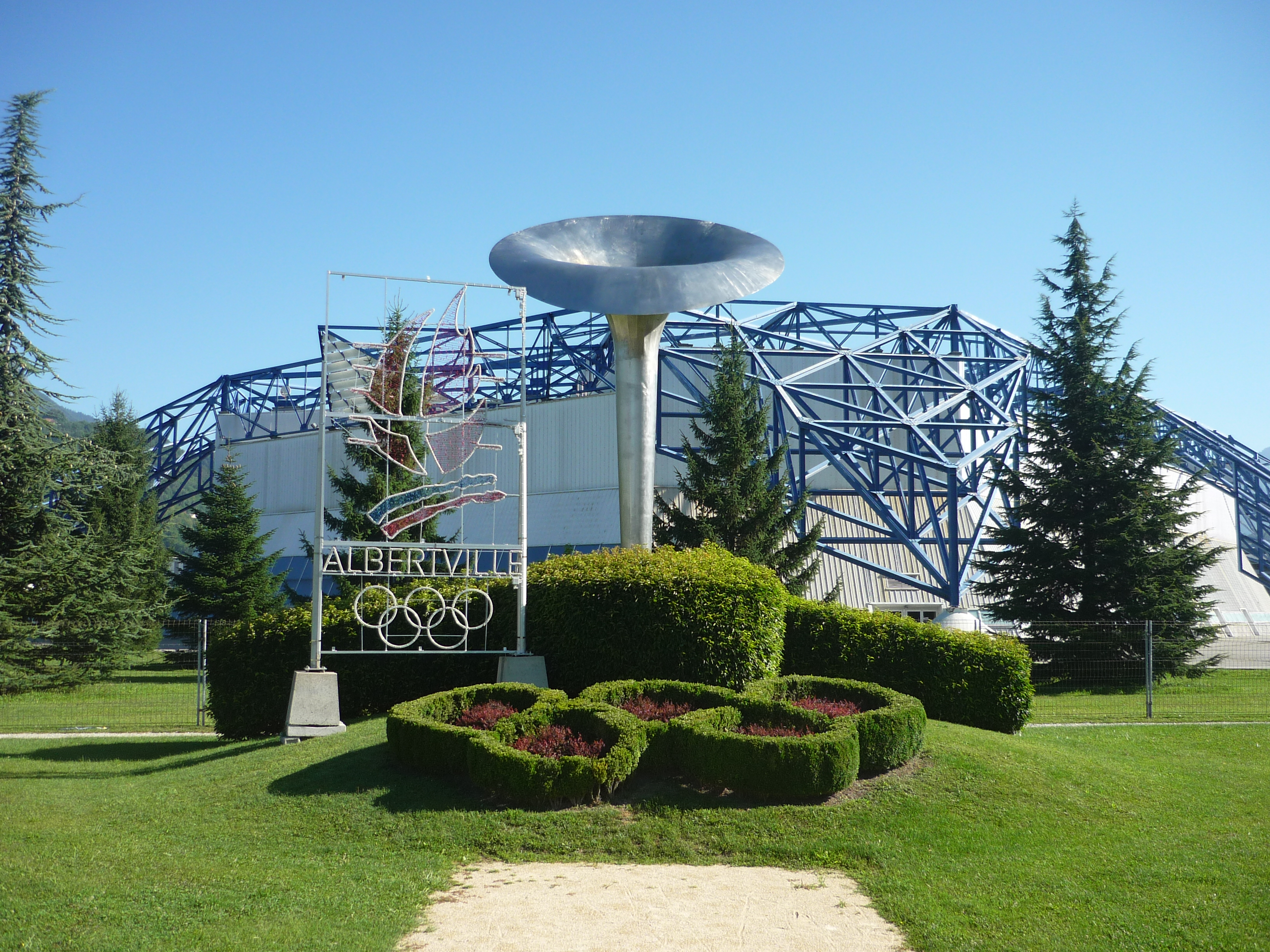
La Halle olympique d'Albertville.

Si l'essentiel des épreuves est organisé dans les montagnes qui entourent Albertville, la Halle olympique est construite près du centre-ville. Dotée d'un hall de glace et voisine d'une patinoire d'entraînement et de l'anneau de vitesse, elle accueille le patinage de vitesse sur piste courte et le patinage artistique. Les épreuves de hockey, ne relevant pas de la même fédération sportive, se déroulent quant à elles à Courchevel et Méribel. Les sportifs sont logés au village olympique de Brides-les-Bains et des navettes les emmènent en une demi-heure de bus à la patinoire.
Les infrastructures se veulent de taille relativement réduite, ne laissant pas de places vides qui nuiraient à l'ambiance de la compétition. La Halle olympique est construite selon le mode de la conception-réalisation et est l'un des projets les mieux réussis des infrastructures des Jeux en termes dve temps, de coût et, d'après le Comité d'organisation des Jeux olympiques, d'esthétique. Une partie des gradins est construite de façon temporaire uniquement, avec l'objectif de les remplacer par d'autres installations après les Jeux. Au total, la salle peut accueillir 9 000 spectateurs ; après les Jeux, la capacité de la salle est ramenée à 1 200 places chauffées. En raison du faible nombre de places ouvertes dans la Halle olympique d'Albertville, les journalistes ont besoin d'une double accréditation symbolisée par un brassard jaune à porter à leur entrée dans le lieu.
À la fin de sa réalisation, la Halle olympique a une surface de 8 910 m2. Elle repose sur dix piliers intérieurs construits selon les normes anti-sismiques en vigueur à l'époque. Elle s'accompagne de deux locaux techniques, l'un producteur de froid et l'autre de chaleur, et est insonorisée par de la tôle perforée et de la laine de roche. Elle s'illustre par son absence d'écho et par la présence de 180 projecteurs émettant une lumière de 1 400 lux, dans l'objectif de rendre superflus le flash des appareils photos pendant les performances. 
L'entretien de la glace au cours de la compétition est assuré par des élèves de BEP et bac professionnel du lycée La Charrette d'Albertville, formés au surfaçage, à la réfrigération et à la maintenance de glace au cours d'un nouveau programme de l'établissement visant à préparer les Jeux. En parallèle de cette patinoire, les patineurs de vitesse sur piste courte s'entraînent à la patinoire municipale de Chambéry le 2 et le 20 février ; le reste du temps, ils bénéficient d'une patinoire dédiée à Albertville, reliée par un couloir chauffé au Hall olympique.

### Officiels
Les épreuves de patinage de vitesse sur piste courte mobilisent 84 équipiers bénévoles au total.
- Robert Dureville, directeur de la discipline
- Daniel de Paix, directeur des épreuves
- Marie-Christine Cavecchi, secrétaire générale
- Jacques Moureton, directeur adjoint
- Jean Heckly, référent technique
- Ottavio Cinquanta, référent technique
- Raymond Fonvielle, starter
- Franco Riedi, starter
- Jean-Marc Pajot, competitor steward
- Lena-Maria Manshanden-Jonasson, competitor steward assistante
- Françoise Gautier, observatrice
- Willy Caboor, observateur
- Michel Verreault, juge-arbitre des épreuves féminines
- James Hewish, juge-arbitre assistant des épreuves féminines
- Gyorgy Martos, juge-arbitre assistant des épreuves féminines
- Kenneth Pendrey, juge-arbitre des épreuves masculines
- Gérard Matusalem, juge-arbitre assistant des épreuves masculines
- Hiroshi Shirakawa, juge-arbitre assistant des épreuves masculines

Les starters et les juge-arbitres, principaux ou assistants, sont nommés par l'ISU. Tous les autres officiels sont choisis par la fédération française des sports de glace.

## Participants

### Nombre de participants par pays
|                  | 500 mètres dames | 1 000 mètres hommes | Relais féminin | Relais masculin |
| ---------------- | ---------------- | ------------------- | -------------- | --------------- |
| Australie        | 2                | 2                   |                | X               |
| Belgique         | 1                | 2                   |                | X               |
| Canada           | 3                | 3                   | X              | X               |
| Chine            | 3                | 1                   | X              |                 |
| Corée du Nord    | 2                | 1                   |                |                 |
| Corée du Sud     | 2                | 3                   |                | X               |
| Équipe unifiée   | 3                | 1                   | X              |                 |
| États-Unis       | 2                | 1                   | X              |                 |
| France           | 1                | 1                   | X              | X               |
| Hongrie          | 1                | 1                   |                |                 |
| Italie           | 2                | 2                   | X              | X               |
| Japon            | 1                | 3                   | X              | X               |
| Pays-Bas         | 3                | 1                   | X              |                 |
| Norvège          | -                | 1                   |                |                 |
| Nouvelle-Zélande | -                | 2                   |                | X               |
| Royaume-Uni      | 1                | 3                   |                | X               |

### Qualifications
Chaque comité national olympique est autorisé à inscrire une personne pour chaque épreuve individuelle ainsi qu'une équipe de six personnes maximum, soit quatre coureurs et deux remplaçants, pour le relais. Les pays les mieux classés aux Championnats du monde sont autorisés à inscrire jusqu'à trois patineurs par sexe, tandis que seuls les huit pays les mieux classés en relais aux Championnats du monde peuvent se présenter aux épreuves olympiques. Les inscriptions ferment le 24 janvier 1992.
Pour le journal La Presse, les favoris sont chez les femmes, Sylvie Daigle, Monique Velzeboer et Zhang Yanmei. Chez les hommes, les noms qui retiennent l'attention sont ceux de Wilf O'Reilly et de l'équipe australienne de relais.

### Controverse sur les sélections canadiennes
L'absence d'Eden Donatelli, qui avait eu de très bons résultats aux Jeux de 1988 mais n'est que remplaçante du relais en 1992, est remarquée par la presse canadienne : alors que dans d'autres sports, des sélectionneurs parlent de discrimination contre les Québécois, Eden Donatelli est la seule patineuse de haut niveau non francophone et ses résultats lui garantissaient normalement une place dans l'équipe principale, tandis qu'elle doit céder sa place à Angela Cutrone qu'elle a pourtant battue aux sélections nationales. L'entraîneur de l'équipe nationale Yves Nadeau est accusé d'avoir voulu constituer une équipe entièrement québécoise malgré les meilleurs résultats de la patineuse. L'entraîneur de Donatelli affirme qu'elle a été menacée par Nadeau pour éviter qu'elle ne s'exprime publiquement à ce sujet : elle-même raconte plusieurs mois plus tard avoir songé à intenter un procès contre l'équipe nationale, avant d'abandonner l'idée.
Face aux accusations de discrimination par la langue, Yves Nadeau affirme que si Donatelli était la meilleure pendant les sélections nationales, son niveau a baissé depuis. Lorsqu'il décide d'organiser des nouvelles sélections pour les Championnats du monde de patinage de vitesse sur piste courte un mois après les Jeux olympiques, Eden Donatelli choisit de les boycotter, de même qu'Annie Perreault qui veut marquer son soutien. Les deux patineuses sont alors exclues de l'équipe nationale des Championnats du monde.

## Déroulement de la compétition

### Programme
|                                      |                                      | 8 | 9 | 10 | 11 | 12 | 13 | 14 | 15 | 16 | 17 | 18 | 19 | 20 | 21 | 22 | 23 |
| Février 1992                         |                                      |   |   |    |    |    |    |    |    |    |    |    |    |    |    |    |    |
| Cérémonies d'ouverture et de clôture | Cérémonies d'ouverture et de clôture | • |   |    |    |    |    |    |    |    |    |    |    |    |    |    | •  |
|                                      |                                      |   |   |    |    |    |    |    |    |    |    |    |    |    |    |    |    |
| Hommes                               |                                      |   |   |    |    |    |    |    |    |    |    |    |    |    |    |    |    |
| 1 000 m                              |                                      |   |   |    |    |    |    |    |    |    | o  |    | o  |    |    |    |    |
| Relais 5 000 m                       |                                      |   |   |    |    |    |    |    |    |    |    |    |    | o  |    |    |    |
|                                      |                                      |   |   |    |    |    |    |    |    |    |    |    |    |    |    |    |    |
| Femmes                               |                                      |   |   |    |    |    |    |    |    |    |    |    |    |    |    |    |    |
| 500 m                                |                                      |   |   |    |    |    |    |    |    |    | o  |    |    | o  |    |    |    |
| Relais 3 000 m                       |                                      |   |   |    |    |    |    |    |    |    | o  |    | o  |    |    |    |    |
|                                      |                                      |   |   |    |    |    |    |    |    |    |    |    |    |    |    |    |    |

### Cérémonie d'ouverture
Le patineur belge Geert Blanchart porte le drapeau de son pays lors de la cérémonie d'ouverture des Jeux. De même pour le Japonais Tsutomu Kawasaki, ainsi que le Britannique Wilf O'Reilly et le Néo-Zélandais Chris Nicholson. Du côté des patineuses, la porte-drapeau canadienne de la cérémonie d'ouverture des Jeux est Sylvie Daigle.

### Compétition féminine

#### 500 mètres femmes
La première course du 500 mètres féminin se court à trois : Zhang Yanmei, favorite de la distance, est disqualifiée pour faute et Kim So-hee et la Néerlandaise Joëlle van Koetsveld-van Ankeren se qualifient pour le quart de finale. La course suivante voit la victoire de l'Américaine Cathy Turner devant une deuxième Sud-Coréenne, Chun Lee-kyung. Dans cette course, Cathy Turner fait tomber Sylvie Daigle, l'autre favorite de la compétition, qui tord une de ses lames : malgré la demande en appel des Canadiens, elle n'est pas pénalisée. La coureuse chinoise Wang Xiulan se qualifie ensuite devant la Canadienne Annie Perreault, puis viennent la Chinoise Li Yan et la Canadienne Nathalie Lambert. Au cours de la course suivante, Nobuko Yamada passe en quarts de finale avec Bea Pintens. Elles sont rejointes par la Nord-Coréenne Hwang Ok-sil et la Française Karine Rubini. Dans l'avant-dernière course, l'Australienne Karen Gardiner est disqualifiée pour faute ; Marinella Canclini bat quant à elle le record du monde avec un temps de 47 s 00, devant la Russe Marina Pylaeva. Enfin, Monique Velzeboer passe en quarts de finale avec Ioulia Vlassova.
En quarts de finale, quatre courses permettent aux deux premières de se qualifier pour la demi-finale de la distance. Dans la première course, Cathy Turner se qualifie devant Nathalie Lambert, puis c'est au tour de Li Yan et Ioulia Vlassova. La Chinoise Wang Xiulan passe ensuite avec Hwang Ok-sil. Annie Perreault est disqualifiée dans la dernière course et laisse donc sa place à Marina Pylaeva et Monique Velzeboer : elle fait une réclamation, affirmant que la faute incombe à Velzeboer qui l'a accrochée avec son patin, mais les juges rejettent son appel.
Hwang Ok-sil remporte la première demi-finale devant la Chinoise Li Yan ; Nathalie Lambert et Marina Pylaeva, toutes les deux tombées, passent en finale B. C'est ensuite au tour de Cathy Turner et de Monique Velzeboer de se qualifier pour la finale A devant Wang Xiulan et Ioulia Vlassova, envoyées en finale B.
La finale B est remportée par Marina Pylaeva devant Nathalie Lambert et Ioulia Vlassova ; Wang Xiulan est victime d'une chute. Avant le début de la finale, Cathy Turner arrive sur la glace avec un léger retard, ayant subi un problème d'affûtage de sa lame gauche. Au départ de la course, elle chute immédiatement, se cognant le coude, et les juges décident de recommencer la finale. En finale A, Hwang Ok-sil, partie dans le premier couloir de course, prend la tête de la course, suivie par Cathy Turner et Li Yan, avec une avance confortable sur Monique Velzeboer. Au bout de trois tours, Cathy Turner et Li Yan dépassent Hwang Ok-sil par l'extérieur ; l'ordre ne changera plus avant la ligne d'arrivée de la course. La médaille d'or est remportée par Cathy Turner. Derrière elle viennent Li Yan, la Nord-Coréenne Hwang Ok-sil, puis Monique Velzeboer : les quatre patineuses ont franchi la ligne d'arrivée à moins de deux dixièmes de seconde d'écart et sont départagées en utilisant le système de la photo-finish. Après sa victoire, Cathy Turner affirme vouloir prendre sa retraite, estimant qu'elle peut arrêter sereinement sa carrière après une médaille d'or.

#### Relais féminin
Le relais féminin se court en deux manches, la demi-finale et la finale. Les favorites en sont les Canadiennes et les Chinoises. Les Américaines, quant à elles, n'ont formé leur équipe de relais qu'une seule compétition auparavant, le mois précédent à Lake Placid. 
L'équipe du Canada (Angela Cutrone, Sylvie Daigle, Nathalie Lambert et Annie Perreault, la sœur cadette de Maryse Perreault, qui avait obtenu le bronze en 1988) arrive en tête de la première demi-finale, devant l'équipe américaine : elles éliminent par là les équipes néerlandaise et italienne. Le Japon l'emporte dans la deuxième demi-finale, devant l'équipe unifiée ; la France est éliminée de la compétition et la Chine reçoit une disqualification pour faute.
Les Japonaises et les Canadiennes sont les deux grandes équipes concurrentes de la finale. Or, une patineuse japonaise tombe dès le début de la course. Sans opposition notable, les Canadiennes battent le record du monde avec un temps de 4 min 36 s 62 et remportent la médaille d'or. L'argent revient aux Américaines (Darcie Dohnal, Amy Peterson, Cathy Turner et Nikki Ziegelmeyer), qui l'emportent sur les représentantes de l'équipe unifiée (Ioulia Allagulova, Natalia Issakova, Viktoria Troïtskaïa et Ioulia Vlassova) ; le Japon termine la course en dernière position. Avec l'argent au relais, Cathy Turner a remporté deux médailles sur deux épreuves courues, ; elle a assuré le départ et l'arrivée de la course.

### Compétition masculine

#### 1 000 mètres hommes
La compétition de patinage de vitesse sur piste courte aux Jeux olympiques de 1992 s'ouvre le 18 février 1992 avec les qualifications du 1 000 mètres masculin, dont les deux premiers arrivés de chacune des huit courses de trois ou quatre patineurs sont qualifiés pour les quarts de finale. 
À la première course, Michel Daignault, favori des Jeux olympiques de 1988, remporte aisément sa course devant l'Italien Hugo Herrnhof. Frédéric Blackburn est le prochain à se qualifier avec Tsutomu Kawasaki. Dans la troisième course, le Nord-Coréen Li Mon-ho est disqualifié ; passent alors Matthew Jasper, qui représente le Royaume-Uni, et Dmitri Erchov pour l'équipe unifiée. Mark Velzeboer se distingue ensuite, arrivant deuxième derrière le Belge Geert Blanchart. Mark Lackie et Lee Joon-ho se qualifient après eux : sur cette course de trois personnes, Andy Gabel s'est fait disqualifier pour faute. Wilf O'Reilly passe ensuite devant Li Lianli ; ils courent plus lentement que la manche suivante, où Kim Ki-hoon et Tatsuyoshi Ishihara passent en quarts de finale. Dans la dernière course, enfin, le Néo-Zélandais Mike McMillen et le Belge Alain de Ruyter éliminent Marc Bella et Orazio Fagone. Marc Bella se relève avant la ligne d'arrivée, se croyant en sécurité et qualifié pour les quarts de finale, et est dépassé par Alain de Ruyter qui franchit la ligne d'arrivée avec quatre centièmes de seconde d'avance sur lui.
La première épreuve individuelle reprend deux jours après les séries éliminatoires avec les quarts de finale du 1 000 m hommes. La première course voit la victoire de Lee Joon-ho devant Michel Daignault ; la deuxième, le passage de Wilf O'Reilly devant Frédéric Blackburn. La troisième course est la plus rapide : en 1 min 32 s 67, Kim Ki-hoon l'emporte, suivi de Mike McMillan deux centièmes de seconde plus tard. Enfin, Mark Lackie passe en demi-finale avec le Belge Geert Blanchart.
Dans la première demi-finale, le grand favori de la distance Wilf O'Reilly se place en tête de peloton au début de la course, suivi par Mike McMillan, Lee Joon-ho puis Michel Daignault. À sept tours (sur neuf) de l'arrivée, Daignault passe en deuxième position ; O'Reilly reste premier et c'est maintenant Lee qui ferme la marche. Un peu plus tard, Daignault prend la tête devant O'Reilly, qui commence à montrer des signes de fatigue. Dans le demi-tour qui suit, à cinq tours de l'arrivée, un dépassement de Lee Joon-ho entraîne quelques contacts sans gravité. C'est ensuite au tour de Mike McMillan de tenter un dépassement à quatre tours de l'arrivée : il double O'Reilly, qui est déstabilisé par la proximité du Néo-Zélandais, pose la lame de son patin sur un plot en plastique et chute, évitant de peu d'emporter McMillan avec lui mais le déstabilisant assez pour lui donner un retard important sur Joon-ho, désormais deuxième, et Daignault, toujours en tête. À deux tours de l'arrivée, Lee Joon-ho dépasse Michel Daignault, en tête de la course depuis quatre tours, et Mike McMillan dépasse le Canadien au début du dernier virage. À l'arrivée, Lee Joon-ho fixe un nouveau record du monde à 1 min 31 s 27, quelques dixièmes de seconde devant Mike McMillan, et Michel Daignault et Wilf O'Reilly sont relégués en finale B.
Dans la seconde demi-finale, Kim Ki-hoon démarre dans le couloir intérieur. À sa droite partent Geert Blanchart, Frédéric Blackburn et Mark Lackie. Geert Blanchart prend la tête de la course, suivi par Frédéric Blackburn, Kim Ki-hoon et Mark Lackie. La course commence plus lentement que la première, entre autres parce que les deux patineurs canadiens préfèrent garder le contrôle pour ne pas se gêner mutuellement. Après deux tours, Blackburn se place en première position, juste devant Lackie, et Kim continue à fermer la marche : un tour plus tard, il dépasse tous ses concurrents et prend le contrôle du peloton. Le sprint commence à trois tours de l'arrivée : Blackburn tente, sans succès, de prendre la première place. L'ordre définitif d'arrivée est fixé depuis le troisième tour de la course : Kim Ki-hoon termine à moins d'une seconde du nouveau record du monde, juste devant Frédéric Blackburn et Mark Lackie, qui a une avance importante sur le Belge Geert Blanchart. Ces deux derniers ne passent qu'en finale B.
En finale, Kim Ki-hoon part sur le couloir de gauche : à sa droite viennent Frédéric Blackburn, Lee Joon-ho et Mike McMillan. McMillan commence en tête de peloton, mais au premier tour, Frédéric Blackburn le dépasse, remplacé un tour plus tard par le Coréen Kim Ki-hoon, qui prend immédiatement plusieurs mètres d'avance sur le peloton. Mike McMillan est en deuxième position, Frédéric Blackburn en troisième, et Lee Joon-ho ferme la marche. Les autres compétiteurs ne rattrapent le retard pris sur Kim qu'à cinq tours de l'arrivée. Pendant deux tours, Mike McMillan essaie de prendre la première passe mais ne trouve pas la place d'effectuer ses dépassements : épuisé par ses tentatives, il doit céder la deuxième place à Frédéric Blackburn puis à Lee Joon-ho, mais ne se laisse pas distancer. Kim Ki-hoon, quant à lui, reprend de l'avance sur ses concurrents. Il s'avère enfin que Kim Ki-hoon a à son tour battu le record du monde fixé quelques minutes plus tôt par son compatriote avec un temps de 1 min 30 s 76 : il remporte la première médaille d'or de l'histoire olympique du short-track. Frédéric Blackburn s'empare de l'argent et Lee Joon-ho du bronze, tandis que Mike McMillen devra se contenter de la quatrième place.

#### Relais masculin
Les qualifications du relais masculin se courent en trois courses de trois équipes : les deux premières équipes de chaque course, ainsi que les deux meilleures équipes arrivées troisièmes, passent en demi-finale. Il n'y a donc qu'une équipe éliminée de la compétition à ce stade.
La première course marque la chute d'un record du monde : l'équipe de Corée du Sud, avec un temps de 7 min 14 s 07, l'emporte sur l'Australie et le Canada. Dans la deuxième course, c'est la Grande-Bretagne qui l'emporte, qualifiant avec elle l'Italie et la France. Dans la troisième course, la Nouvelle-Zélande est première devant le Japon. C'est l'équipe belge qui, victime d'une chute qui lui donne plus d'une minute de retard sur les concurrents, est éliminée des Jeux olympiques.
La demi-finale et la finale du relais masculin ferment la compétition de patinage de vitesse sur piste courte aux Jeux olympiques de 1992. En demi-finale, la Corée arrive à nouveau première, devant la Nouvelle-Zélande et éliminant la France, troisième, et l'Australie, quatrième. Le Japon se qualifie ensuite pour la finale avec le Canada. La Grande-Bretagne et l'Italie sont éliminées.
En finale, Mark Lackie remplace Laurent Daignault, le frère de Michel Daignault : Laurent Daignault a participé aux demi-finales pour permettre à l'équipe de bénéficier d'un joueur moins fatigué pour la finale, la demi-finale à laquelle le Canada participe leur donnant 40 minutes de repos en moins qu'à l'équipe Coréenne, passée dans la course précédente. L'équipe canadienne démarre en tête et est doublée par l'équipe coréenne : ces deux équipes de quatre prennent une avance considérable sur le Japon et la Nouvelle-Zélande quand en milieu de course, le Canada repasse en première position. Michel Daignault finit la course des Canadiens et sprinte contre Kim Ki-hoon, qui le dépasse dans la fin du dernier virage, de quelques centièmes de seconde.
Au moment de la finale, l'équipe coréenne (Kim Ki-hoon, Lee Joon-ho, Mo Ji-soo, Song Jae-kun) bat pour la deuxième fois de la compétition le record du monde avec un temps de 7 min 14 s 02. Le Canada (Frédéric Blackburn, Michel Daignault, Sylvain Gagnon et Mark Lackie qui remplace Laurent Daignault) prend la deuxième place et les Japonais (Yuichi Akasaka, Tatsuyoshi Ishihara, Toshinobu Kawai et Tsutomu Kawasaki) se contentent du bronze, tandis que la Nouvelle-Zélande échoue au pied du podium.

## Podiums

### Hommes
| Épreuve                    | Or                                                          | Argent                                                                                  | Bronze                                                                    |
| -------------------------- | ----------------------------------------------------------- | --------------------------------------------------------------------------------------- | ------------------------------------------------------------------------- |
| 1 000 mètres hommes        | Kim Ki-hoon                                                 | Frédéric Blackburn                                                                      | Lee Joon-ho                                                               |
| Relais 5 000 mètres hommes | Corée du Sud Kim Ki-hoon Lee Joon-ho Mo Ji-soo Song Jae-kun | Canada Frédéric Blackburn Laurent Daignault Michel Daignault Sylvain Gagnon Mark Lackie | Japon Yūichi Akasaka Tatsuyoshi Ishihara Toshinobu Kawai Tsutomu Kawasaki |

### Femmes
| Épreuve                    | Or                                                                   | Argent                                                               | Bronze                                                                 |
| -------------------------- | -------------------------------------------------------------------- | -------------------------------------------------------------------- | ---------------------------------------------------------------------- |
| 500 mètres femmes          | Cathy Turner                                                         | Li Yan                                                               | Hwang Ok-sil                                                           |
| Relais 3 000 mètres femmes | Canada Angela Cutrone Sylvie Daigle Nathalie Lambert Annie Perreault | États-Unis Darcie Dohnal Amy Peterson Cathy Turner Nikki Ziegelmeyer | EUN Yulia Alagulova Natalia Issakova Viktoria Troitskaya Yulia Vlasova |

## Médailles
| Rang | Nation        | Or | Argent | Bronze | Total |
| ---- | ------------- | -- | ------ | ------ | ----- |
| 1er  | Corée du Sud  | 2  | 0      | 1      | 3     |
| 2e   | Canada        | 1  | 2      | 0      | 3     |
| 3e   | États-Unis    | 1  | 1      | 0      | 2     |
| 4e   | Chine         | 0  | 1      | 0      | 1     |
| 5e   | EUN           | 0  | 0      | 1      | 1     |
| 5e   | Corée du Nord | 0  | 0      | 1      | 1     |
| 5e   | Japon         | 0  | 0      | 1      | 1     |

## Postérité

### Postérité des sportifs
La porteuse de drapeau canadienne de la cérémonie de clôture des Jeux d'Albertville est Nathalie Lambert.
L'Américaine Cathy Turner est mise à l'honneur lors d'un discours du président George H. W. Bush qui affirme : « Cathy Turner de Rochester, dont même Ripley ne croirait pas l'histoire. Après une courte retraite du patinage de vitesse, Cathy a abandonné son travail de chanteuse de boîte de nuit pour revenir à son sport et gagner l'or au short-track et l'argent au relais. Et je la félicite. »
La victoire de Kim Ki-hoon au 1 000 mètres masculin marque la première médaille en Jeux olympiques d'hiver de la Corée du Sud depuis 1948 et ouvre la voie à un véritable engouement national : avec cette motivation commune, le Canada perdra rapidement sa place de favori de la discipline au profit des Coréens, qui détiennent à ce jour la première place du tableau des médailles de la discipline. Cela rejoint le pronostic de Gaétan Boucher à l'issue des Jeux olympiques.

### Pérennité de la Halle olympique
La Halle olympique voit sa patinoire reconstruite en entier. Pour d'autres événements, la patinoire peut être recouverte par d'autres infrastructures : par exemple, en janvier 2017 y sont joués des matchs du Championnat du monde de handball masculin. Si le patinage de vitesse sur piste courte ne gagne que peu de popularité en France, le hockey et le patinage artistique bénéficient fortement de la nouvelle patinoire.

### Évolutions du sport
Après les Jeux olympiques de 1992, deux grandes suggestions sont émises par les sportifs canadiens. La première est la création d'un système de repêchage : en effet, les meilleurs patineurs peuvent être éliminés sur une simple chute, parfois causée par quelqu'un d'autre. Un système de double élimination est donc suggéré, mais ne voit jamais le jour. L'autre idée a plus de succès : pour éviter que les patineurs dont la progression sur une année a été importante arrivent en parfaits inconnus aux Jeux olympiques, l'idée d'une Coupe du monde de patinage de vitesse sur piste courte en plusieurs manches est soulevée. Elle verra le jour cinq ans plus tard.